# Haakon megye
Haakon megye az Amerikai Egyesült Államokban, azon belül Dél-Dakota államban található. Megyeszékhelye és legnagyobb városa Philip. Lakosainak száma 1872 fő (2020. április 1.). Haakon megye Ziebach, Stanley, Jones, Jackson, Pennington, Meade és Dewey megyékkel határos.

## Népesség
A megye népességének változása:
| Lakosok száma | 1923 | 1911 | 1918 | 1894 | 1861 | 1872 |
|               | 2010 | 2011 | 2012 | 2013 | 2015 | 2020 |